# Ernst Späth

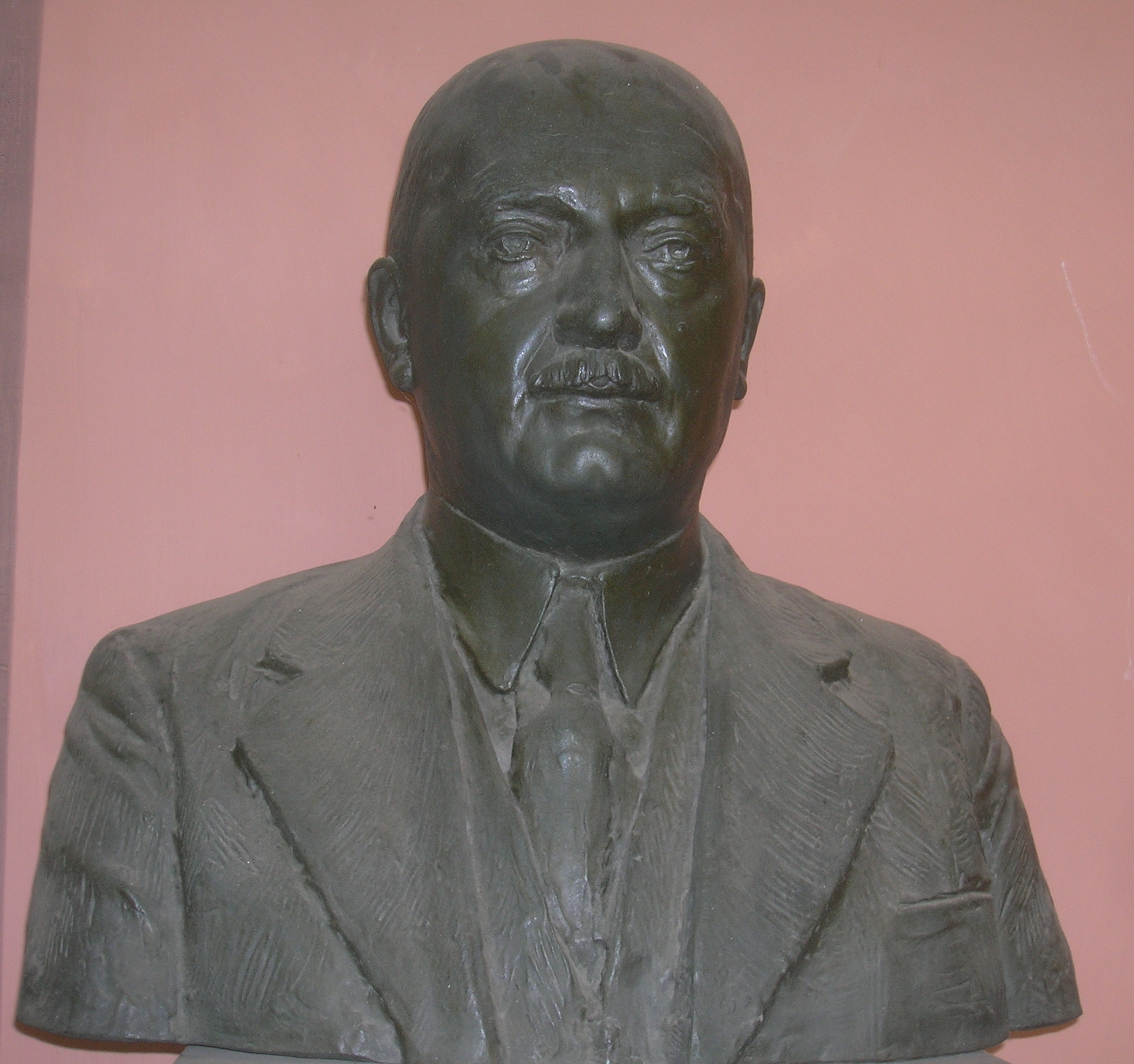
Bronzebüste im Arkadenhof der Universität Wien

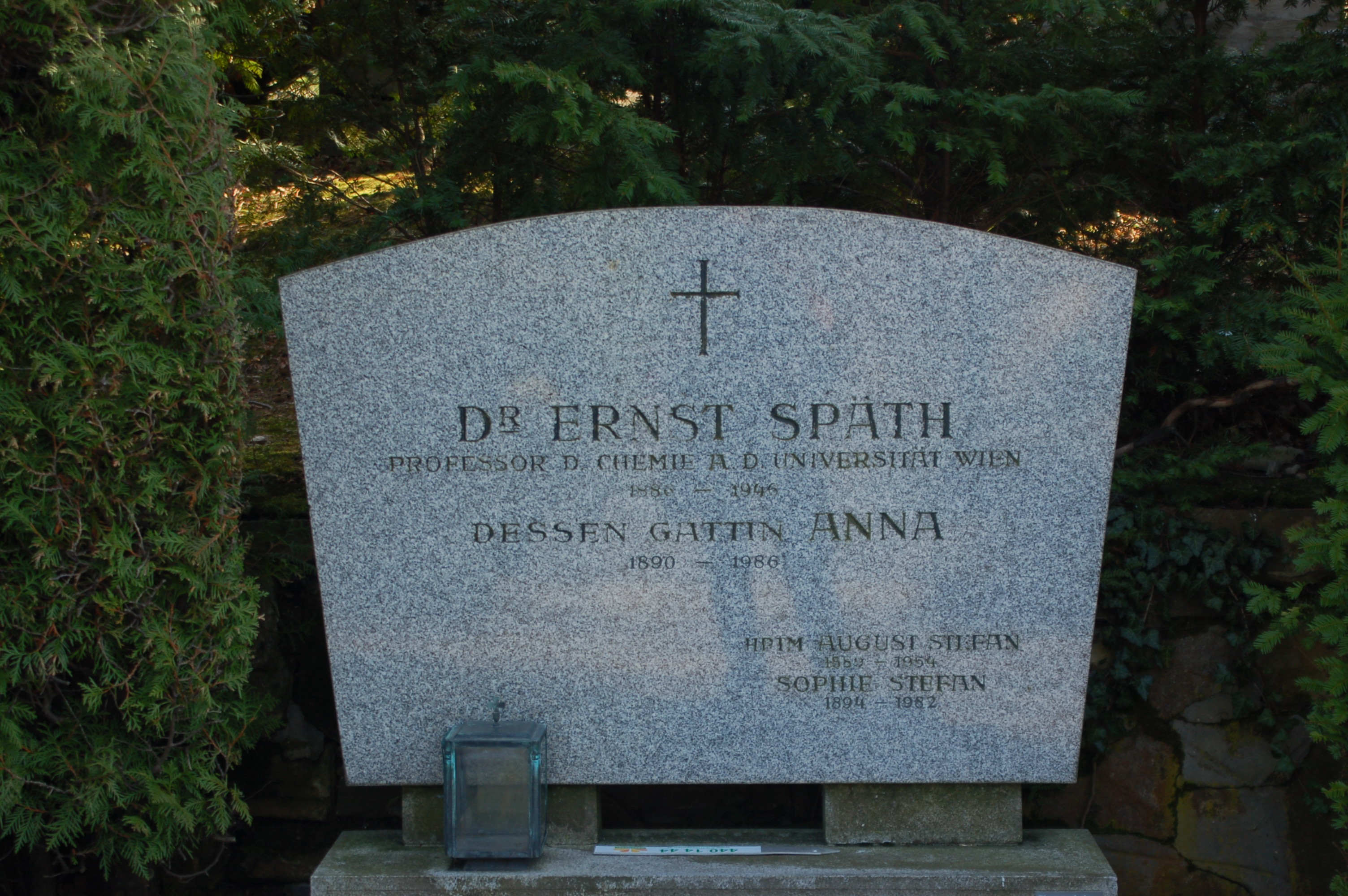
Grabmal von Ernst Späth auf dem Neustifter Friedhof

Ernst Späth (* 14. Mai 1886 in Bärn, Mähren; † 30. September 1946 in Zürich) war ein österreichischer Chemiker und Professor an der Universität Wien. Sein Arbeitsgebiet war die Alkaloidchemie. Ihm gelang die erste Totalsynthese des Mescalins.

## Leben
Späth, Sohn eines Hufschmieds, besuchte die Realschule in Mährisch-Neustadt (heutiges Uničov) und maturierte 1905. 1906 begann er sein Studium in Wien und promovierte 1910 unter Rudolf Wegscheider. Von 1910 bis 1914 war er Assistent am 1. Chemischen Institut der Universität Wien. Im Ersten Weltkrieg kommandierte er eine Batterie und hatte den Rang eines Oberleutnants inne. 1917 wurde er Dozent und 1923 wirklicher außerordentlicher Professor. 1924 ernannt man ihn zum ordentlichen Professor des 2. Chemischen Institutes. 1925 wurde er korrespondierendes und 1926 wirkliches Mitglied der Österreichischen Akademie der Wissenschaften. 1932 wurde er Mitglied der Leopoldina. Von 1937 bis März 1938 war er Rektor der Universität Wien. 1938 wurde er Generalsekretär und 1945 Präsident der Österreichischen Akademie der Wissenschaften.
Vom Verein Deutscher Chemiker wurde er während der nationalsozialistischen Herrschaft 1937 mit der eigentlich nur an Staatsbürger des Deutschen Reiches verliehenen Liebig-Denkmünze ausgezeichnet.
Im Arkadenhof der Universität Wien steht eine Bronzebüste des Chemikers. Sie wurde nach einer Gipsplastik des Bildhauers Heinrich Zita (1882–1951) angefertigt und 1961 aufgestellt. Ein weiterer Guss befindet sich im Eingangsbereich der Fakultät für Chemie der Universität Wien in der Währinger Straße 38.